# Суардон (источник)
Суардо́н (осет. Суардо́н, лат. Suardón) — природный пресный источник минеральной воды гидрокарбонатного натриево-кальциевого состава. Расположен в пределах Коринского месторождения минеральных вод, в горной части Дигорского района Республики Северная Осетия — Алания, на правом берегу реки Мастадон, в 2,5 км к юго-западу от села Урсдон.

## Общая характеристика
Источник Суардон — пресный, самоизливающийся природный источник минеральной воды гидрокарбонатного натриево-кальциевого состава со слабощелочной реакцией среды. По температуре вода относится к группе холодных, составляет около 12 °C. Вода чистая, прозрачная, без запаха, пресная на вкус. Источник выведен в виде каптированного источника с дебитом 2,5 м³/ч (0,694 л/с). Анализ и квалификационная оценка химического состава воды проведены в лаборатории физикохимии минеральных вод и лечебных грязей ФГБУ «Пятигорский ГНИИ Курортологии» ФМБА России.

## Месторождение
Коринское месторождение минеральных вод — одно из четырёх основных месторождений Республики Северная Осетия — Алания, являющееся базой гидроминерального хозяйства Коринской лечебно-оздоровительной местности. Месторождение основано на ресурсах минеральных и геотермальных вод. Минеральные воды представлены четырьмя типами и используются как для питьевого, так и для бальнеологического применения.
Гидрографическая сеть на территории месторождения развита достаточно значительно. Крупнейшей рекой, протекающей непосредственно через площадь месторождения, является река Урсдон, образующаяся в результате слияния трёх рек: Суардон, Мастадон и Скуммидон.
Река Суардон формируется из основных притоков, берущих начало на северном склоне Скалистого хребта у водораздельной линии гор Ход-вцек и Борзуй-хох. Почти все притоки начинаются с небольших карстовых источников в районе юрских известняков. Пресный источник Суардон расположен на возвышенности правого террасовидного берега реки Мастадон, между левым берегом реки Суардон, в 2,5 километрах к юго-западу от села Урсдон. Вода источника Суардон формируется в глубинных слоях и естественным образом выходит на поверхность из вскрытого водоносного горизонта пресных вод сарматских отложений.

### Химический состав
Согласно ГОСТ Р 54316-2020 и «Основным критериям оценки химического состава минеральных вод», вода из источника «Суардон» относится к природным минеральным столовым водам. По уровню минерализации и основному ионному составу она классифицируется как пресная гидрокарбонатная натриево-кальциевая вода.
Анионы:
- Гидрокарбонаты и карбонаты (HCO₃⁻ + CO₃²⁻) — 91 %;
- Сульфаты (SO₄²⁻) — 5 %;
- Хлориды (Cl⁻) — 4 %.

Катионы:
- Кальций (Ca²⁺) — 58 %;
- Натрий + Калий (Na⁺ + K⁺) — 24 %;
- Магний (Mg²⁺) — 18 %.

Дополнительные параметры:
- pH: 8,1 (слабощелочная);
- Температура (T): < 20 °C;
- Общая минерализация (M): 0,48 г/л.

Формула химического состава
[HCO₃ + CO₃] 91 [SO₄ 5 Cl 4]
M 0,48------------------------------------pH 8,1
Ca 58 [Na+K] 24 [Mg 18]

## История
В 2008 году в рамках проекта по исследованию природных источников в Республике Северная Осетия — Алания была основана компания ООО «СУАРДОН». В 2013 году по результатам исследований был проведён каптаж наиболее устойчивого источника со стабильным самоизливом, известного с 1950-х годов, который получил название «Суардон».
В соответствии с лицензией на пользование недрами, выданной Министерством природных ресурсов и экологии Республики Северная Осетия — Алания, ООО «Суардон» получило статус недропользователя и приступило к разработке источника. Лицензия предусматривает геологическое изучение и добычу подземной питьевой воды из каптированного источника «Суардон» с глубиной эксплуатации 70-80 метров.